# Maurice-Junior Dalé
Maurice-Junior Dalé (Martigues, 12 luglio 1985) è un ex calciatore francese, di ruolo attaccante.

## Carriera
Maurice-Junior Dalé inizia la carriera professionistica con la maglia del Martigues, squadra della sua città natale, con cui gioca dal 2005 al 2008 totalizzando 76 presenze e 21 gol. Nel 2008 viene acquistato dall'AJ Auxerre, ma trova poco spazio, collezionando una sola presenza in Ligue 1.
Nel 2009 passa all'AC Arles-Avignon, con cui disputa una stagione da protagonista segnando 10 reti in 34 presenze. Le sue prestazioni gli valgono il trasferimento all'Unirea Urziceni in Romania, dove gioca solo due partite prima di essere ceduto in prestito ai greci del Panserraïkos, con cui colleziona 29 presenze e 2 gol.
Rientrato in Francia, nel 2011 firma per il FC Nantes, ma anche qui trova poco spazio. Viene nuovamente ceduto all'AC Arles-Avignon, prima in prestito e poi a titolo definitivo, con cui vive un biennio molto prolifico: 72 presenze e 20 reti tra il 2012 e il 2014.
Nel 2014 si trasferisce all'Nancy, dove gioca per tre stagioni, totalizzando 98 presenze e 21 gol. Dopo una breve esperienza in Turchia con il Giresunspor, torna al Nancy per un'ulteriore stagione. Nel 2020 fa ritorno al Martigues e chiude la carriera nel 2021 con l'ES Fosséenne.

## Palmarès

### Club

#### Competizioni nazionali
- Ligue 2: 1

Nancy: 2015-2016